# Tournoi du Japon de rugby à sept 2000
Navigation
2001
Le Tournoi du Japon de rugby à sept 2000 (anglais : Japan rugby sevens 2000) est la 9e étape la saison 1999-2000 du IRB Sevens World Series. Elle se déroule les 01 et 2 avril 2000 au Chichibunomiya Stadium à Tokyo, au Japon.
La victoire finale revient à l'équipe des Fidji, battant en finale l'équipe de Nouvelle-Zélande sur le score de 27 à 22.

## Équipes participantes
Seize équipes participent au tournoi :
- Afrique du Sud
- Australie
- Canada
- Corée du Sud
- Fidji
- France
- Hong Kong
- Japon
- Malaisie
- Nouvelle-Zélande
- Papouasie-Nouvelle-Guinée
- Samoa
- Singapour
- Sri Lanka
- Taipei chinois
- États-Unis

## Phase de poules

### Poule A
| Rang | Pays                      | J | V | N | D | Pm  | Pe  | Diff | Pts |
| ---- | ------------------------- | - | - | - | - | --- | --- | ---- | --- |
| 1    | Fidji                     | 3 | 3 | 0 | 0 | 147 | 10  | +137 | 9   |
| 2    | Papouasie-Nouvelle-Guinée | 3 | 2 | 0 | 1 | 106 | 40  | +66  | 7   |
| 3    | Hong Kong                 | 3 | 1 | 0 | 2 | 31  | 106 | -75  | 5   |
| 4    | Sri Lanka                 | 3 | 0 | 0 | 3 | 14  | 142 | -128 | 3   |

|  | Fidji | 43 - 5 | Hong Kong | Chichibunomiya Stadium, Tokyo |
|  |       |        |           | Chichibunomiya Stadium, Tokyo |
|  |       |        |           | Chichibunomiya Stadium, Tokyo |

|  | Papouasie-Nouvelle-Guinée | 52 - 0 | Sri Lanka | Chichibunomiya Stadium, Tokyo |
|  |                           |        |           | Chichibunomiya Stadium, Tokyo |
|  |                           |        |           | Chichibunomiya Stadium, Tokyo |

|  | Fidji | 40 - 5 | Papouasie-Nouvelle-Guinée | Chichibunomiya Stadium, Tokyo |
|  |       |        |                           | Chichibunomiya Stadium, Tokyo |
|  |       |        |                           | Chichibunomiya Stadium, Tokyo |

|  | Hong Kong | 26 - 14 | Sri Lanka | Chichibunomiya Stadium, Tokyo |
|  |           |         |           | Chichibunomiya Stadium, Tokyo |
|  |           |         |           | Chichibunomiya Stadium, Tokyo |

|  | Papouasie-Nouvelle-Guinée | 49 - 0 | Hong Kong | Chichibunomiya Stadium, Tokyo |
|  |                           |        |           | Chichibunomiya Stadium, Tokyo |
|  |                           |        |           | Chichibunomiya Stadium, Tokyo |

|  | Fidji | 64 - 0 | Sri Lanka | Chichibunomiya Stadium, Tokyo |
|  |       |        |           | Chichibunomiya Stadium, Tokyo |
|  |       |        |           | Chichibunomiya Stadium, Tokyo |

### Poule B
| Rang | Pays             | J | V | N | D | Pm  | Pe  | Diff | Pts |
| ---- | ---------------- | - | - | - | - | --- | --- | ---- | --- |
| 1    | Nouvelle-Zélande | 3 | 3 | 0 | 0 | 111 | 5   | +106 | 9   |
| 2    | France           | 3 | 2 | 0 | 1 | 76  | 40  | +36  | 7   |
| 3    | États-Unis       | 3 | 1 | 0 | 2 | 36  | 78  | -42  | 5   |
| 4    | Taipei chinois   | 3 | 0 | 0 | 3 | 19  | 119 | -100 | 3   |

|  | Nouvelle-Zélande | 21 - 5 | France | Chichibunomiya Stadium, Tokyo |
|  |                  |        |        | Chichibunomiya Stadium, Tokyo |
|  |                  |        |        | Chichibunomiya Stadium, Tokyo |

|  | États-Unis | 24 - 12 | Taipei chinois | Chichibunomiya Stadium, Tokyo |
|  |            |         |                | Chichibunomiya Stadium, Tokyo |
|  |            |         |                | Chichibunomiya Stadium, Tokyo |

|  | Nouvelle-Zélande | 40 - 0 | États-Unis | Chichibunomiya Stadium, Tokyo |
|  |                  |        |            | Chichibunomiya Stadium, Tokyo |
|  |                  |        |            | Chichibunomiya Stadium, Tokyo |

|  | France | 45 - 7 | Taipei chinois | Chichibunomiya Stadium, Tokyo |
|  |        |        |                | Chichibunomiya Stadium, Tokyo |
|  |        |        |                | Chichibunomiya Stadium, Tokyo |

|  | France | 26 - 12 | États-Unis | Chichibunomiya Stadium, Tokyo |
|  |        |         |            | Chichibunomiya Stadium, Tokyo |
|  |        |         |            | Chichibunomiya Stadium, Tokyo |

|  | Nouvelle-Zélande | 50 - 0 | Taipei chinois | Chichibunomiya Stadium, Tokyo |
|  |                  |        |                | Chichibunomiya Stadium, Tokyo |
|  |                  |        |                | Chichibunomiya Stadium, Tokyo |

### Poule C
| Rang | Pays         | J | V | N | D | Pm  | Pe  | Diff | Pts |
| ---- | ------------ | - | - | - | - | --- | --- | ---- | --- |
| 1    | Australie    | 3 | 3 | 0 | 0 | 139 | 0   | +139 | 9   |
| 2    | Canada       | 3 | 2 | 0 | 1 | 78  | 50  | +28  | 7   |
| 3    | Corée du Sud | 3 | 1 | 0 | 2 | 62  | 59  | +3   | 5   |
| 4    | Singapour    | 3 | 0 | 0 | 3 | 7   | 177 | -170 | 3   |

|  | Australie | 38 - 0 | Canada | Chichibunomiya Stadium, Tokyo |
|  |           |        |        | Chichibunomiya Stadium, Tokyo |
|  |           |        |        | Chichibunomiya Stadium, Tokyo |

|  | Corée du Sud | 50 - 7 | Singapour | Chichibunomiya Stadium, Tokyo |
|  |              |        |           | Chichibunomiya Stadium, Tokyo |
|  |              |        |           | Chichibunomiya Stadium, Tokyo |

|  | Australie | 38 - 0 | Corée du Sud | Chichibunomiya Stadium, Tokyo |
|  |           |        |              | Chichibunomiya Stadium, Tokyo |
|  |           |        |              | Chichibunomiya Stadium, Tokyo |

|  | Canada | 64 - 0 | Singapour | Chichibunomiya Stadium, Tokyo |
|  |        |        |           | Chichibunomiya Stadium, Tokyo |
|  |        |        |           | Chichibunomiya Stadium, Tokyo |

|  | Canada | 14 - 12 | Corée du Sud | Chichibunomiya Stadium, Tokyo |
|  |        |         |              | Chichibunomiya Stadium, Tokyo |
|  |        |         |              | Chichibunomiya Stadium, Tokyo |

|  | Australie | 63 - 0 | Singapour | Chichibunomiya Stadium, Tokyo |
|  |           |        |           | Chichibunomiya Stadium, Tokyo |
|  |           |        |           | Chichibunomiya Stadium, Tokyo |

### Poule D
| Rang | Pays           | J | V | N | D | Pm  | Pe  | Diff | Pts |
| ---- | -------------- | - | - | - | - | --- | --- | ---- | --- |
| 1    | Japon          | 3 | 2 | 1 | 0 | 99  | 52  | +47  | 8   |
| 2    | Afrique du Sud | 3 | 2 | 0 | 1 | 117 | 34  | +83  | 7   |
| 3    | Samoa          | 3 | 1 | 1 | 1 | 113 | 42  | +71  | 6   |
| 4    | Malaisie       | 3 | 0 | 0 | 3 | 5   | 206 | -201 | 3   |

|  | Afrique du Sud | 14 - 10 | Samoa | Chichibunomiya Stadium, Tokyo |
|  |                |         |       | Chichibunomiya Stadium, Tokyo |
|  |                |         |       | Chichibunomiya Stadium, Tokyo |

|  | Japon | 47 - 5 | Malaisie | Chichibunomiya Stadium, Tokyo |
|  |       |        |          | Chichibunomiya Stadium, Tokyo |
|  |       |        |          | Chichibunomiya Stadium, Tokyo |

|  | Samoa | 28 - 28 | Japon | Chichibunomiya Stadium, Tokyo |
|  |       |         |       | Chichibunomiya Stadium, Tokyo |
|  |       |         |       | Chichibunomiya Stadium, Tokyo |

|  | Afrique du Sud | 84 - 0 | Malaisie | Chichibunomiya Stadium, Tokyo |
|  |                |        |          | Chichibunomiya Stadium, Tokyo |
|  |                |        |          | Chichibunomiya Stadium, Tokyo |

|  | Japon | 24 - 19 | Afrique du Sud | Chichibunomiya Stadium, Tokyo |
|  |       |         |                | Chichibunomiya Stadium, Tokyo |
|  |       |         |                | Chichibunomiya Stadium, Tokyo |

|  | Samoa | 75 - 0 | Malaisie | Chichibunomiya Stadium, Tokyo |
|  |       |        |          | Chichibunomiya Stadium, Tokyo |
|  |       |        |          | Chichibunomiya Stadium, Tokyo |

## Phase finale
Résultats de la phase finale

### Tournois principaux

#### Cup
|  | Quarts de finale          | Quarts de finale |                  |    | Demi-finales | Demi-finales |  |  | Finale | Finale |
|  | Quarts de finale          | Quarts de finale |                  |    | Demi-finales | Demi-finales |  |  | Finale | Finale |
|  |                           |                  |                  |    |              |              |  |  |        |        |
|  |                           |                  |                  |    |              |              |  |  |        |        |
|  |                           |                  |                  |    |              |              |  |  |        |        |
|  | Fidji                     | 34               |                  |    |              |              |  |  |        |        |
|  | Fidji                     | 34               |                  |    |              |              |  |  |        |        |
|  | France                    | 14               |                  |    |              |              |  |  |        |        |
|  | France                    | 14               | Fidji            | 19 |              |              |  |  |        |        |
|  |                           |                  | Fidji            | 19 |              |              |  |  |        |        |
|  |                           | Canada           | 5                |    |              |              |  |  |        |        |
|  | Canada                    | Canada           | 5                | 26 |              |              |  |  |        |        |
|  | Canada                    |                  |                  | 26 |              |              |  |  |        |        |
|  | Japon                     | 0                |                  |    |              |              |  |  |        |        |
|  | Japon                     | 0                | Fidji            | 27 |              |              |  |  |        |        |
|  |                           |                  | Fidji            | 27 |              |              |  |  |        |        |
|  |                           | Nouvelle-Zélande | 22               |    |              |              |  |  |        |        |
|  | Nouvelle-Zélande          | Nouvelle-Zélande | 22               | 35 |              |              |  |  |        |        |
|  | Nouvelle-Zélande          |                  |                  | 35 |              |              |  |  |        |        |
|  | Papouasie-Nouvelle-Guinée | 0                |                  |    |              |              |  |  |        |        |
|  | Papouasie-Nouvelle-Guinée | 0                | Nouvelle-Zélande | 19 |              |              |  |  |        |        |
|  |                           |                  | Nouvelle-Zélande | 19 |              |              |  |  |        |        |
|  |                           | Australie        | 5                |    |              |              |  |  |        |        |
|  | Australie                 | Australie        | 5                | 50 |              |              |  |  |        |        |
|  | Australie                 |                  |                  | 50 |              |              |  |  |        |        |
|  | Afrique du Sud            | 0                |                  |    |              |              |  |  |        |        |
|  | Afrique du Sud            | 0                |                  |    |              |              |  |  |        |        |

#### Bowl
|  | Quarts de finale | Quarts de finale |              |    | Demi-finales | Demi-finales |  |  | Finale | Finale |
|  | Quarts de finale | Quarts de finale |              |    | Demi-finales | Demi-finales |  |  | Finale | Finale |
|  |                  |                  |              |    |              |              |  |  |        |        |
|  |                  |                  |              |    |              |              |  |  |        |        |
|  |                  |                  |              |    |              |              |  |  |        |        |
|  | Samoa            | 63               |              |    |              |              |  |  |        |        |
|  | Samoa            | 63               |              |    |              |              |  |  |        |        |
|  | Singapour        | 0                |              |    |              |              |  |  |        |        |
|  | Singapour        | 0                | Samoa        | 24 |              |              |  |  |        |        |
|  |                  |                  | Samoa        | 24 |              |              |  |  |        |        |
|  |                  | Hong Kong        | 0            |    |              |              |  |  |        |        |
|  | Hong Kong        | Hong Kong        | 0            | 24 |              |              |  |  |        |        |
|  | Hong Kong        |                  |              | 24 |              |              |  |  |        |        |
|  | Taipei chinois   | 19               |              |    |              |              |  |  |        |        |
|  | Taipei chinois   | 19               | Samoa        | 19 |              |              |  |  |        |        |
|  |                  |                  | Samoa        | 19 |              |              |  |  |        |        |
|  |                  | Corée du Sud     | 12           |    |              |              |  |  |        |        |
|  | Corée du Sud     | Corée du Sud     | 12           | 66 |              |              |  |  |        |        |
|  | Corée du Sud     |                  |              | 66 |              |              |  |  |        |        |
|  | Malaisie         | 0                |              |    |              |              |  |  |        |        |
|  | Malaisie         | 0                | Corée du Sud | 42 |              |              |  |  |        |        |
|  |                  |                  | Corée du Sud | 42 |              |              |  |  |        |        |
|  |                  | États-Unis       | 5            |    |              |              |  |  |        |        |
|  | États-Unis       | États-Unis       | 5            | 31 |              |              |  |  |        |        |
|  | États-Unis       |                  |              | 31 |              |              |  |  |        |        |
|  | Sri Lanka        | 7                |              |    |              |              |  |  |        |        |
|  | Sri Lanka        | 7                |              |    |              |              |  |  |        |        |

### Matchs de classement

#### Plate
|  | Demi-finales              | Demi-finales              |       |    | Finale | Finale |
|  | Demi-finales              | Demi-finales              |       |    | Finale | Finale |
|  |                           |                           |       |    |        |        |
|  |                           |                           |       |    |        |        |
|  |                           |                           |       |    |        |        |
|  | Japon                     | 12                        |       |    |        |        |
|  | Japon                     | 12                        |       |    |        |        |
|  | France                    | 7                         |       |    |        |        |
|  | France                    | 7                         | Japon | 26 |        |        |
|  |                           |                           | Japon | 26 |        |        |
|  |                           | Papouasie-Nouvelle-Guinée | 14    |    |        |        |
|  | Papouasie-Nouvelle-Guinée | Papouasie-Nouvelle-Guinée | 14    | 21 |        |        |
|  | Papouasie-Nouvelle-Guinée |                           |       | 21 |        |        |
|  | Afrique du Sud            | 19                        |       |    |        |        |
|  | Afrique du Sud            | 19                        |       |    |        |        |

## Bilan
Statistiques sportives
- Meilleur marqueur du tournoi :
- Meilleur réalisateur du tournoi :

Affluences